# Man Made Object
Man Made Object è il terzo album del gruppo jazz inglese GoGo Penguin, pubblicato da Blue Note Records nel 2016.

## Tracce
Compact disc
1. All Res – 5:16
2. Unspeakable World – 4:44
3. Branches Break – 4:23
4. Weird Cat – 5:39
5. Quiet Mind – 4:24
6. Smarra – 6:21
7. Initiate – 4:47
8. GBFISYSIH – 3:22
9. Surrender to Mountain – 3:59
10. Protest – 4:45

Durata totale: 47:40

## Formazione
- Chris Illingworth: pianoforte
- Nick Blacka: basso
- Rob Turner: percussioni